# Matthew Kilgallon
Matthew "Matt" Kilgallon, född 8 januari 1984 i York, England, är en engelsk professionell fotbollsspelare som spelar för Bradford City. Han har totalt spelat fler än 210 ligamatcher och gjort fler än 7 mål som mittback för sex olika klubbar.
Han har dessutom spelat fem landskamper för England U21.